# Хейккинен, Каспери
Ка́спери Хе́йккинен (фин. Kasperi Heikkinen; 4.8.1980, Каяани, Финляндия) — финский музыкант, гитарист, известен своим участием в рок-группах Amberian Dawn, U.D.O. и Beast in Black.

## Биография
Родился в 1980 году в Каяани, Финляндия.
Начал свою карьеру в малоизвестной группе Elenium, с которой записал два альбома и один EP. В 2006 году, во время турне группы Gamma Ray, заменил получившего травму гитариста группы Хеньо Рихтера, и выступал в составе этой группы до окончания турне.
В 2007 году, когда комплектовалась финская симфо-пауэр-метал Amberian Dawn, был приглашен в неё в качестве гитариста и постоянно работал в ней до 2012 года. В это же время был занят в финских группах Merging Flare и Guardians of Mankind. В 2010 году снова подменял Хеньо Рихтера в турне Gamma Ray, на этот раз в связи с выявившимся у Рихтера отслоением сетчатки.
В 2013 году, в связи с уходом Игоря Джианолы, был приглашён в группу U.D.O. и стал её участником, о чём было объявлено 24 января 2013 года. 17 февраля 2017г. было объявлено об уходе Каспери Хейккинена из группы U.D.O./Dirkschneider. В этом же году Каспери становится участником группы Beast In Black и принимает участие в записи нового альбома группы.
Гитарист предпочитает гитары Ibanez, является эндорсером этой марки.

## Дискография

### Elenium
- Them Used Gods EP (2002)
- For Giving For Getting, Rage of Achilles (2003)
- Caught in Wheel, Kampas Records (2007)

### Merging Flare
- S/T, Promo-EP (2003)
- Hell To Pay, Promo-EP (2005)
- Beyond The Blackhole/Under The Fire, Сплит-EP (Guardians of Mankind / Merging Flare), Imperiumi Records (2007)
- Reverence, Disentertainment (2011)

### Amberian Dawn
- Circus Black, Spinefarm (2012)
- End of Eden, Spinefarm (2010)
- The Clouds of Northland Thunder, Suomen Musiikki (2009)
- River of Tuoni, Suomen Musiikki (2008)

### U.D.O.
- Steelhammer, AFM Records (2013)
- Decadent, AFM Records (2015)
- Navy Metal Night, AFM Records (2015)

### Beast In Black
- Berserker, Sound Quest Studio (2017)